# Сон Чі Хьо
Сон Чі Хьо (кор. 송지효) — південнокорейська акторка та ведуча розважальних шоу.

## Біографія
Чхон Сон Ім народилася 15 серпня 1981 року у портовому місті Пхохан що знаходиться на узбережжі Східного моря. Вона старша дитина у родині, має молодшу сестру та молодшого брата — також актора. Перед початком акторської кар'єри вона взяла сценічне ім'я Сон Чі Хьо, на честь виконавців головних ролей у популярному серіалі «Осінь у моєму серці» 2000 року — Сон Син Хона та Сон Хьо Кьо. Першою роллю на телебаченні для неї стала епізодична роль у серіалі «Вік невинності» 2002 року, у наступному році вона дебютувала у кіно. Зростання популярності акторки пов'язане з ролями у популярних серіалах «Палац» та «Джумонг» та фільмі «Крижана квітка». У наступні декілька років вона зосередилася на кар'єрі ведучої, з кінця 2007 року по 2010 року Чі Хьо була ведучою музичних програм на телеканалі SBS. Починаючи з 2010 року вона стала постійною учасницею популярного у Кореї розважального шоу «Людина, що біжить», за участь в якому неодноразово отримувала нагороди.
До акторської кар'єри вона повернулася у 2011 році зігравши роль репортера у детективному серіалі «Детективи в біді», у тому ж році вона зіграла одну з головних ролей у історичному серіалі «Гьобек». У 2012 році вона отримала головну роль у бойовику «Кодове ім'я: Шакал», в якому вдало зіграла кілера. У 2016 році Чі Хьо знялася у двох китайських фільмах, та була ведучою китайського шоу. У 2018 році вона зіграла у двох фільмах, та вдало виконала головну роль у серіалі «Чарівно / Жахливо». У наступному році Чі Хьо зіграла головну ролль в трилері «Зловмисник», прем'єра якого через спалах коронавірусної хвороби відбулася лише на початку літа 2020 року. Вже у липні має відбутися прем'єра романтичного серіалу «Це було кохання?», головну роль в якому також виконала Чі Хьо.

## Фільмографія

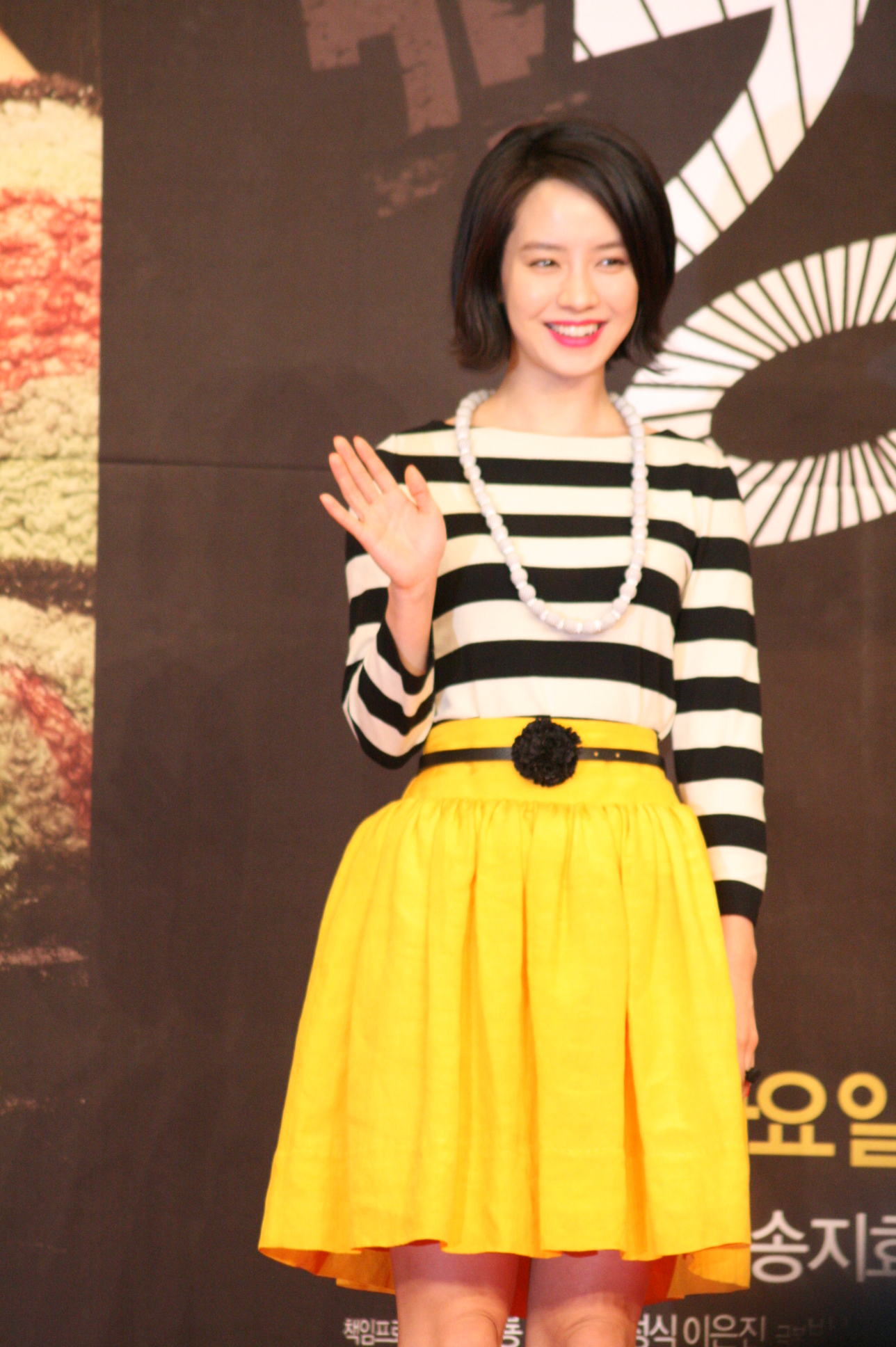
Сон Чі Хьо у 2011 році

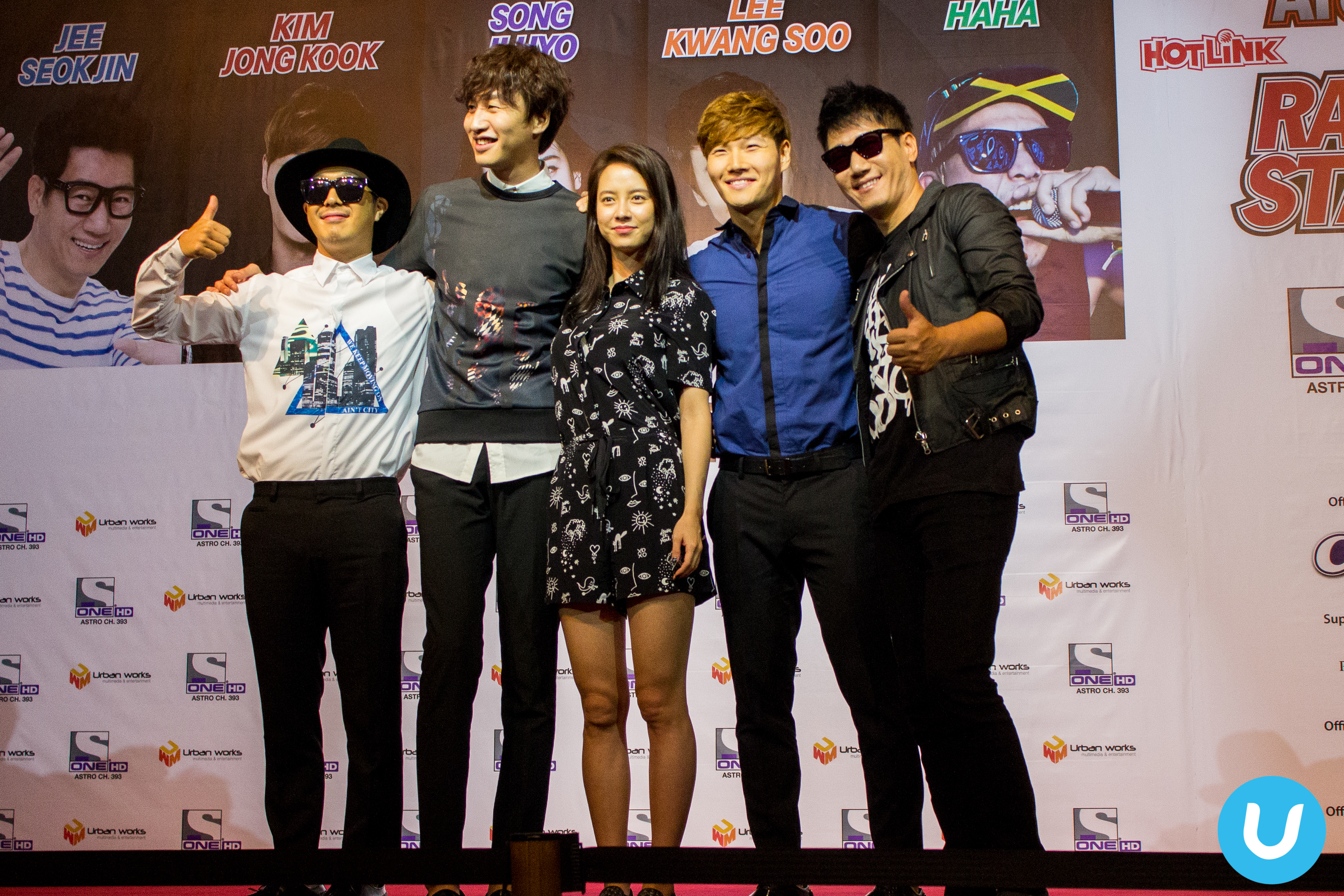
Сон Чі Хьо разом з співведучими програми «Людина, що біжить», 2014 рік

### Телевізійні серіали
| Рік  | Назва                                        | Роль                      | Мережа |
| ---- | -------------------------------------------- | ------------------------- | ------ |
| 2002 | «Вік невинності»                             | Мін Чон (камео, 16 серія) | SBS    |
| 2006 | «Палац»                                      | Мін Хьо Рін               | MBC    |
| 2006 | «Джумонг»                                    | Йо Соя                    | MBC    |
| 2011 | «Детективи в біді»                           | Чо Мін Чжу                | KBS2   |
| 2011 | «Гьобек»                                     | Ин Го                     | MBC    |
| 2013 | «Чосонський втікач»                          | Хон Да Ін                 | KBS2   |
| 2014 | «Аварійна пара»                              | О Чін Хї                  | tvN    |
| 2015 | «Дівчина, яка бачить запах»                  | камео (1 серія)           | SBS    |
| 2015 | «Клуб покинутих дівчат»                      | Кім Су Чжін               | tvN    |
| 2016 | «Слухай кохання »                            | Чон Су Йон                | JTBC   |
| 2016 | «Антураж»                                    | камео (3 серія)           | tvN    |
| 2017 | «Шеф Б та любовний лист» (односерійна драма) | Бан Га Йон                | tvN    |
| 2018 | «Чарівно / Жахливо»                          | О Иль Сун                 | KBS2   |
| 2020 | «Це було кохання?»                           | Но Є Чон                  | JTBC   |

### Фільми
| Рік  | Назва                                       | Роль                     |
| ---- | ------------------------------------------- | ------------------------ |
| 2003 | «Сходи бажань»                              | Юн Чін Сон               |
| 2004 | «Деякі»                                     | Со Ю Чжин                |
| 2007 | «Секс, нуль 2»                              | Лі Кьон А                |
| 2008 | «Крижана квітка»                            | королева                 |
| 2011 | «Пізній цвіт»                               | Кім Йон А                |
| 2012 | «Кодове ім'я: Шакал»                        | Пон Мін Чон              |
| 2013 | «Морська поліція Марко» (анімаційний фільм) | Лулу (корейський дубляж) |
| 2013 | «Новий Світ»                                | Лі Сін У                 |
| 2016 | «708090» (китайський фільм)                 | Дуань Ю Рон              |
| 2016 | «Супер Експрес» (китайський фільм)          | Меггі / Мейксі           |
| 2018 | «Що хоче чоловік»                           | Мі Йон                   |
| 2018 | «Непримиренний»                             | Чі Су                    |
| 2020 | «Зловмисник»                                | Ю Чжін                   |

### Телевізійні шоу
| Рік                               | Назва                                  | Мережа                | Примітки та посилання                         |
| --------------------------------- | -------------------------------------- | --------------------- | --------------------------------------------- |
| 11 листопада 2007 — 4 травня 2008 | «Inkigayo»                             | SBS                   | Ведуча                                        |
| 2008 — 2009                       | «Концерт мрії»                         | SBS                   | Ведуча                                        |
| 2010–2011                         | «Телевізійні розваги Сьогодні ввечері» | SBS                   | Ведуча                                        |
| 2010— дотепер                     | «Людина, що біжить»                    | SBS                   | гість (серії 2–5) з 7 серії постійна учасниця |
| 2016                              | «Ми закохані» (китайське шоу)          | Jiangsu TV            | Ведуча разом з Чен Боліном                    |
| 2017                              | «Красота з Сон Чі Хьо»                 | JTBC2                 | Ведуча                                        |
| 2017                              | «Я Чо анні»                            | Naver Corporation     |                                               |
| 2018                              | «Красиве життя з Сон Чі Хьо»           | OnStyle               | Ведуча                                        |
| 2018                              | «Подруги в піжамах»                    | Lifetime (TV network) | Ведуча                                        |

### Кліпи
- Just Say Goodbye (jtL[en], 2001 рік)
- And I Love You (Лі Суйон[en], 2001 рік)
- 믿을 수 없는 말 (Stay, 2006 рік)
- Don't Listen To This Song (Йонг джи, 2010 рік)
- 별 거 아니야 (Йонг Джи, 2011 рік)
- In Heaven (JYJ, 2011 рік)
- Be Happy (Йонг Джи та Лі Кюхун, 2012 рік)
- Winter Song (Freestyle, 2013 рік)
- Lonely Night (Гері[en] та Гекхо[en], 2016 рік)

## Нагороди
| Рік  | Нагорода                              | Категорія                                                        | Робота              | Результат | Прим.  |
| ---- | ------------------------------------- | ---------------------------------------------------------------- | ------------------- | --------- | ------ |
| 2003 | 24-та Кінопремія Блакитний дракон     | Краща нова акторка                                               | «Сходи бажань»      | Номінація |        |
| 2007 | 43-тя Премія мистецтв Пексан          | Краща нова акторка телебачення                                   | «Джумонг»           | Номінація |        |
| 2009 | 45-та Премія мистецтв Пексан          | Найпопулярніша кіноакторка                                       | «Крижана квітка»    | Номінація |        |
| 2010 | 4-та Премія розваг SBS                | Спеціальна нагорода для варьете                                  | «Людина, що біжить» | Перемога  | [ 14 ] |
| 2011 | 5-та Премія розваг SBS                | Нагорода за високу майстерність у варьете                        | «Людина, що біжить» | Перемога  | [ 15 ] |
| 2011 | 5-та Премія розваг SBS                | Нагорода Netizen's                                               | «Людина, що біжить» | Номінація |        |
| 2011 | Премія MBC драма                      | Нагорода за високу майстерність (акторки мінісеріалу)            | «Гьобек»            | Номінація | [ 16 ] |
| 2011 | Премія MBC драма                      | Нагорода продюсерів                                              | «Гьобек»            | Перемога  | [ 16 ] |
| 2011 | 25-та Премія KBS драма                | Нагорода за високу майстерність (акторки мінісеріалу)            | «Детективи в біді»  | Номінація |        |
| 2012 | 48-ма Премія мистецтв Пексан          | Найкраща артистка естради                                        | «Людина, що біжить» | Номінація |        |
| 2013 | 49-та Премія мистецтв Пексан          | Найкраща артистка естради                                        | «Людина, що біжить» | Номінація |        |
| 2013 | 7-та Премія розваг SBS                | Нагорода за високу майстерність                                  | «Людина, що біжить» | Перемога  | [ 17 ] |
| 2013 | 7-та Премія розваг SBS                | Краща пара разом з Гері                                          | «Людина, що біжить» | Номінація |        |
| 2013 | 27-ма Премія KBS драма                | Нагорода за високу майстерність (акторка середньотривалої драми) | «Чосонський втікач» | Номінація |        |
| 2013 | 27-ма Премія KBS драма                | Нагорода Netizen's                                               | «Чосонський втікач» | Номінація |        |
| 2013 | 6-й Міжнародний кінофестиваль у Макао | Краща акторка другого плану                                      | «708090»            | Номінація |        |
| 2015 | 3-тя щорічна Премія DramaFever        | Краща акторка року                                               | «Аварійна пара»     | Перемога  | [ 18 ] |
| 2015 | 9-та Премія розваг SBS                | Нагорода за високу майстерність у варьете                        | «Людина, що біжить» | Перемога  | [ 19 ] |
| 2016 | Премія Sina Weibo Night               | Краща транскордонна артистка                                     | Н/Д                 | Перемога  | [ 20 ] |
| 2017 | Податкова інпекція району Мапо        | Зразковий платник податків                                       | Н/Д                 | Перемога  | [ 21 ] |
| 2019 | 4-та Премія азійський артист          | Найпопулярніша акторка                                           | Н/Д                 | Перемога  | [ 22 ] |